# Contea di Hinchinbrook
La contea di Hinchinbrook è una Local Government Area che si trova nel Queensland. Essa si estende su una superficie di 2.810,8 chilometri quadrati e ha una popolazione di 11.568 abitanti. La sede del consiglio si trova a Ingham.